# Тайська абетка

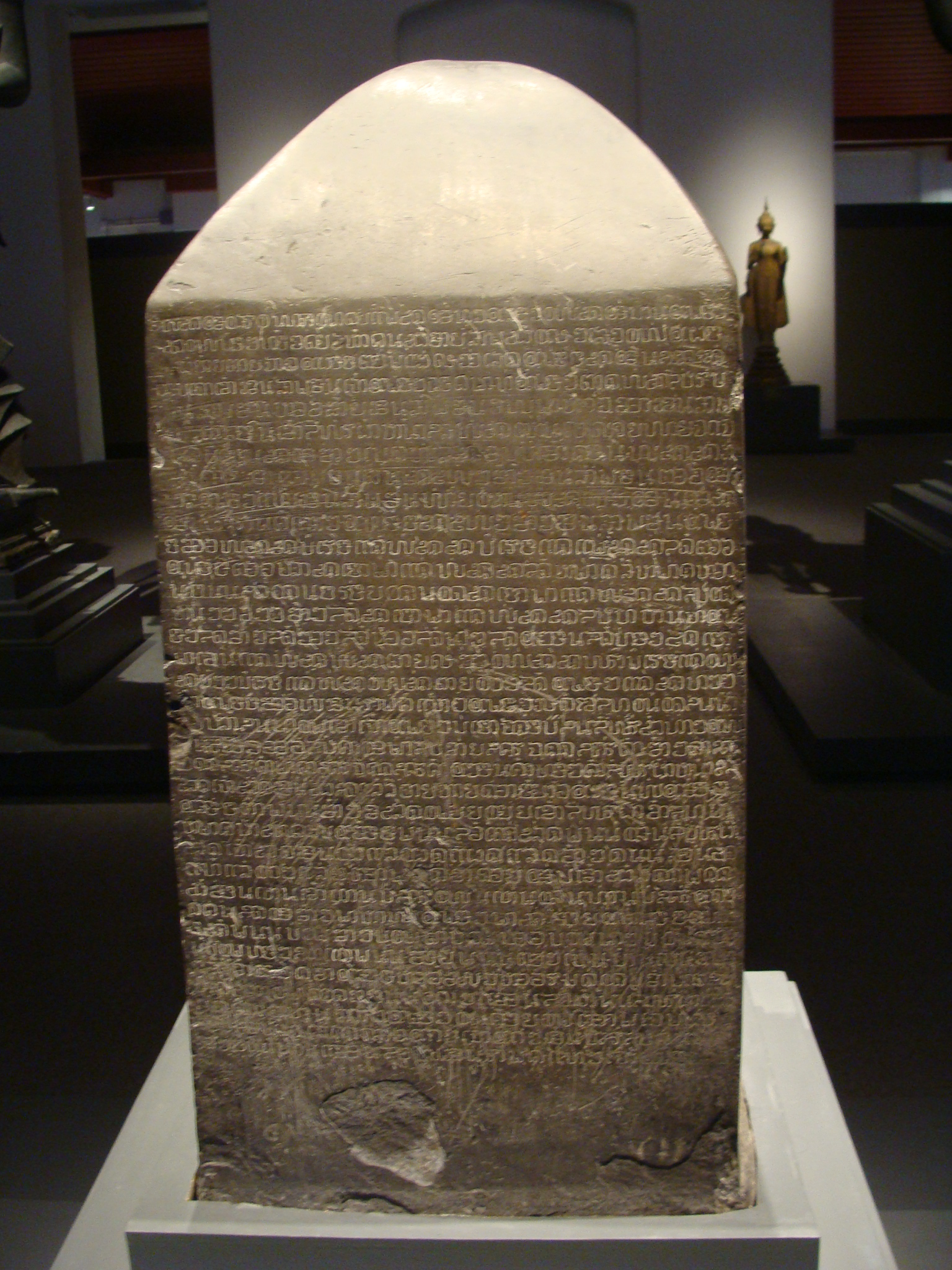
Стелла з першим текстом тайською абеткою

Логотип тайського розділу Вікіпедії

Тайська абетка — система літер, що застосовуються для запису тайської мови та діалектів лаоської мови (у історичному краю Ісаан на Північному Сході Таїланду).

## Історія
Походження абетки можна відстежити з шрифтів Південної Індії, що були завезені у Південно-східну Азію в 4-5 ст. нашої ери.
За легендою абетку розробив особисто король Рам Кхамхаєнг у 1283 році. У Бангкокському національному музеї зберігається кам'яна стела з першим знайденим використанням тайської абетки.
У 1940-х роках намагалися провести реформу абетки щоб позбутися повторів та рідкісних літер.

## Специфіка
Тайські тексти записують зліва направо. Пробілів між словами немає. Абетка складається з 42 приголосних, що більше ніж звуків у тайській мові. Наприклад є 4 різних знака для звука [s] і шість для [t]. Щоб не переплутати їх при називанні літери до звуку додається [-or] і приклад слова, де ця літера використовується. Наприклад до ก [gor] додадуть слово «курка» — [gor gài]. Велика кількість зайвих знаків залишилася від індійських та кхмерської мов, для яких вона була розроблена. Деякі знаки використовуються у обмеженій кількості запозичених з санскриту чи палі слів.
Голосні звуки можуть позначатися як окремими символами так і діакритичними знаками, що можуть з'являтися збоку, згори, всередині і знизу приголосної літери.
```
ปา [bpah] кидати ป + า
ปี [bpee] рік ป +   ี
ปู [bpoo] краб ป +   ู
ไป [bpai] іти ไ + ป
```

### Абетка
| Символ | Назва   | Назва        | Назва                         | RTGS              | RTGS           | IPA               | IPA            | Клас     |
| Символ | Тайська | RTGS         | Значення                      | На початку складу | У кінці складу | На початку складу | У кінці складу | Клас     |
| --- | ------- | ------------ | ----------------------------- | ----------------- | -------------- | ----------------- | -------------- | -------- |
| ก | ก ไก่    | ko kai       | курка                         | k                 | k              | [k]               | [k̚]            | середній |
| ข | ข ไข่    | kho khai     | яйце                          | kh                | k              | [kʰ]              | [k̚]            | високий  |
| ฃ | ฃ ขวด   | kho khuat    | пляшка (застаріла назва)      | kh                | k              | [kʰ]              | [k̚]            | високий  |
| ค | ค ควาย  | kho khwai    | буфало                        | kh                | k              | [kʰ]              | [k̚]            | низький  |
| ฅ | ฅ คน    | kho khon     | людина (застаріла назва)      | kh                | k              | [kʰ]              | [k̚]            | низький  |
| ฆ | ฆ ระฆัง  | kho ra-khang | дзвін                         | kh                | k              | [kʰ]              | [k̚]            | низький  |
| ง | ง งู     | ngo ngu      | змія                          | ng                | ng             | [ŋ]               | [ŋ]            | низький  |
| จ | จ จาน   | cho chan     | тарілка                       | ch                | t              | [tɕ]              | [t̚]            | середній |
| ฉ | ฉ ฉิ่ง    | cho ching    | тарілки (музичний інструмент) | ch                | –              | [tɕʰ]             | –              | високий  |
| ช | ช ช้าง   | cho chang    | слон                          | ch                | t              | [tɕʰ]             | [t̚]            | низький  |
| ซ | ซ โซ่    | so so        | ланцюг                        | s                 | t              | [s]               | [t̚]            | низький  |
| ฌ | ฌ เฌอ   | cho choe     | дерево                        | ch                | –              | [tɕʰ]             | –              | низький  |
| ญ | ญ หญิง   | yo ying      | жінка                         | y                 | n              | [j]               | [n]            | низький  |
| ฎ | ฎ ชฎา   | do cha-da    | шапка                         | d                 | t              | [d]               | [t̚]            | середній |
| ฏ | ฏ ปฏัก   | to pa-tak    | лозина                        | t                 | t              | [t]               | [t̚]            | середній |
| ฐ | ฐ ฐาน   | tho than     | п'єдестал                     | th                | t              | [tʰ]              | [t̚]            | високий  |
| ฑ | ฑ มณโฑ  | tho montho   | Мандодарі, герой з Рамаяни    | th                | t              | [tʰ]              | [t̚]            | низький  |
| ฒ | ฒ ผู้เฒ่า  | tho phu-thao | старійшина                    | th                | t              | [tʰ]              | [t̚]            | низький  |
| ณ | ณ เณร   | no nen       | саманера                      | n                 | n              | [n]               | [n]            | низький  |
| ด | ด เด็ก   | do dek       | дитя                          | d                 | t              | [d]               | [t̚]            | середній |
| ต | ต เต่า   | to tao       | черепаха                      | t                 | t              | [t]               | [t̚]            | середній |
| ถ | ถ ถุง    | tho thung    | мішок                         | th                | t              | [tʰ]              | [t̚]            | високий  |
| ท | ท ทหาร  | tho thahan   | воїн                          | th                | t              | [tʰ]              | [t̚]            | низький  |
| ธ | ธ ธง    | tho thong    | прапор                        | th                | t              | [tʰ]              | [t̚]            | низький  |
| น | น หนู    | no nu        | миша                          | n                 | n              | [n]               | [n]            | низький  |
| บ | บ ใบไม้  | bo baimai    | листок                        | b                 | p              | [b]               | [p̚]            | середній |
| ป | ป ปลา   | po pla       | риба                          | p                 | p              | [p]               | [p̚]            | середній |
| ผ | ผ ผึ้ง    | pho phueng   | бджола                        | ph                | –              | [pʰ]              | –              | високий  |
| ฝ | ฝ ฝา    | fo fa        | кришка                        | f                 | –              | [f]               | –              | високий  |
| พ | พ พาน   | pho phan     | піднос                        | ph                | p              | [pʰ]              | [p̚]            | низький  |
| ฟ | ฟ ฟัน    | fo fan       | зуби                          | f                 | p              | [f]               | [p̚]            | низький  |
| ภ | ภ สำเภา | pho sam-phao | корабель                      | ph                | p              | [pʰ]              | [p̚]            | низький  |
| ม | ม ม้า    | mo ma        | кінь                          | m                 | m              | [m]               | [m]            | низький  |
| ย | ย ยักษ์   | yo yak       | велетень                      | y                 | – або n        | [j]               | – або [n]      | низький  |
| ร | ร เรือ   | ro ruea      | човен                         | r                 | n              | [r]               | [n]            | низький  |
| ล | ล ลิง    | lo ling      | мавпа                         | l                 | n              | [l]               | [n]            | низький  |
| ว | ว แหวน  | wo waen      | каблучка                      | w                 | –              | [w]               | –              | низький  |
| ศ | ศ ศาลา  | so sala      | павільйон                     | s                 | t              | [s]               | [t̚]            | високий  |
| ษ | ษ ฤๅษี   | so rue-si    | відлюдник                     | s                 | t              | [s]               | [t̚]            | високий  |
| ส | ส เสือ   | so suea      | тигр                          | s                 | t              | [s]               | [t̚]            | високий  |
| ห | ห หีบ    | ho hip       | ящика                         | h                 | –              | [h]               | –              | високий  |
| ฬ | ฬ จุฬา   | lo chu-la    | повітряний змій               | l                 | n              | [l]               | [n]            | низький  |
| อ | อ อ่าง   | o ang        | басейн                        | –                 | –              | [ʔ]               | –              | середній |
| ฮ | ฮ นกฮูก  | ho nok-huk   | сова                          | h                 | –              | [h]               | –              | низький  |
| Notes 1. ↑ Коли ย закінчує закритий склад, він зазвичай є частиною голосного. Наприклад, mai (หมาย, [maːj˩˥]), muai (หมวย, [muaj˩˥]), roi (โรย, [roːj˧]), thui (ทุย, [tʰuj˧]). Інколи ย у кінці закритого складу звучить як окремий приголосний звук. Наприклад phinyo (ภิยโย, [pʰĩn˧.joː˧]). 2. ↑ Коли ว ends закінчує закритий склад, він зазвичай є частиною голосного. Наприклад, hio (หิว, [hiw˩˥]), kao (กาว, [kaːw˧]), klua (กลัว, [kluːa˧]), reo (เร็ว, [rew˧]). 3. ↑ อ на початку слова перед голосною не вимовляється. |         |              |                               |                   |                |                   |                |          |

## Цікаві факти
- Тайська літера з діакритичним знаком ⟨วิ⟩ wi присутня на логотипі вікіпедії у правому нижньому кутку.
- Король Рама IX особисто розробив комп'ютерні шрифти Chitralada та Phuping.[3]